# Associazione Calcio Padova 1961-1962
Questa pagina raccoglie i dati riguardanti l'Associazione Calcio Padova nelle competizioni ufficiali della stagione 1961-1962.

## Stagione
In questa stagione il Padova, piazzandosi al sedicesimo posto con soli 23 punti, è retrocesso in Serie B.

Due giocatori patavini con otto reti sono risultati i migliori marcatori stagionali il brasiliano Emanuele Del Vecchio ed il tedesco Rudolf Kölbl.

In Coppa Italia i biancoscudati entrano al secondo turno e vengono subito estromessi dal Brescia che li sconfigge 2-0.

## Rosa
| N. |                   | Ruolo | Calciatore        |
| -- | ----------------- | ----- | ----------------- |
|    | Italia (bandiera) | M     | Enrico Arienti    |
|    | Italia (bandiera) | D     | Giovanni Azzini   |
|    | Italia (bandiera) | M     | Giancarlo Bacci   |
|    | Italia (bandiera) | M     | Giorgio Barbolini |
|    | Italia (bandiera) | D     | Ivano Blason      |
|    | Italia (bandiera) | M     | Rino Bon          |
|    | Italia (bandiera) | P     | Bruno Bonollo     |
|    | Italia (bandiera) | M     | Giovanni Caleffi  |
|    | Italia (bandiera) | P     | Silvano Canton    |
|    | Italia (bandiera) | A     | Celestino Celio   |
|    | Italia (bandiera) | D     | Cristiano Cervato |
|    | Italia (bandiera) | A     | Giuseppe Cosma    |

| N. |                       | Ruolo | Calciatore           |
| -- | --------------------- | ----- | -------------------- |
|    | Italia (bandiera)     | A     | Dante Crippa         |
|    | Italia (bandiera)     | A     | Emanuele Del Vecchio |
|    | Jugoslavia (bandiera) | A     | Tomislav Kaloperović |
|    | Germania (bandiera)   | A     | Rudolf Kölbl         |
|    | Italia (bandiera)     | D     | Giampaolo Lampredi   |
|    | Italia (bandiera)     | M     | Alberto Novelli      |
|    | Italia (bandiera)     | P     | Antonio Pin          |
|    | Italia (bandiera)     | D     | Luciano Piquè        |
|    | Italia (bandiera)     | D     | Aurelio Scagnellato  |
|    | Italia (bandiera)     | M     | Aldo Secco           |
|    | Italia (bandiera)     | A     | Mario Tortul         |
|    | Italia (bandiera)     | A     | Alberto Valsecchi    |

## Risultati

### Serie A

#### Girone di andata
| Lecco 27 agosto 1961 1ª giornata | Lecco             | 0 – 0 referto | Padova | Stadio "Rigamonti"\| Arbitro: \| Roversi (Bologna) \| |
| Arbitro:                         | Roversi (Bologna) |               |        |                                                       |

| Arbitro: | Adami (Roma) |

|               |           |            |
| Kölbl 4’, 27’ | Marcatori | 78’ Sivori |

| Arbitro: | Di Tonno (Lecce) |

|             |           |  |
| Canella 53’ | Marcatori |  |

| Arbitro: | Rebuffo (Milano) |

|                 |           |                               |
| Kaloperović 12’ | Marcatori | 51’ (rig.) Perani 83’ Nielsen |

| Arbitro: | Jonni (Macerata) |

|             |           |  |
| Savoini 62’ | Marcatori |  |

| Arbitro: | Lo Bello (Siracusa) |

|  |           |                |
|  | Marcatori | 36’, 88’ Corso |

| Arbitro: | Righetti (Torino) |

|             |           |  |
| Mazzero 34’ | Marcatori |  |

| Arbitro: | Marchese (Napoli) |

|                     |           |  |
| Vincenzi 34’ (rig.) | Marcatori |  |

| Arbitro: | Grignani (Milano) |

|                                 |           |              |
| Kölbl 29’ Crippa 75’ Tortul 85’ | Marcatori | 80’ Benaglia |

| Padova 22 ottobre 1961 10ª giornata | Padova       | 0 – 0 referto | Palermo | Stadio Silvio Appiani\| Arbitro: \| Adami (Roma) \| |
| Arbitro:                            | Adami (Roma) |               |         |                                                     |

| Arbitro: | Angelini (Firenze) |

|           |           |  |
| Baker 68’ | Marcatori |  |

| Arbitro: | Lo Bello (Siracusa) |

|                   |           |           |
| Mencacci 23’, 58’ | Marcatori | 49’ Kölbl |

| Arbitro: | Di Tonno (Lecce) |

|                 |           |              |
| Del Vecchio 43’ | Marcatori | 11’ Altafini |

| Arbitro: | Roversi (Bologna) |

|         |           |                              |
| Bon 87’ | Marcatori | 56’ (aut.) Azzini 78’ Milani |

| Arbitro: | Sbardella (Roma) |

|             |           |              |
| Arienti 48’ | Marcatori | 22’ Olivieri |

| Venezia 10 dicembre 1961 16ª giornata | Venezia           | 0 – 0 | Padova | Stadio Pierluigi Penzo\| Arbitro: \| Grignani (Milano) \| |
| Arbitro:                              | Grignani (Milano) |       |        |                                                           |

| Arbitro: | De Robbio (Torre Annunziata) |

|                                |           |           |
| Angelillo 31’, 62’ Jonsson 42’ | Marcatori | 53’ Kölbl |

#### Girone di ritorno
| Arbitro: | Adami (Roma) |

|                                |           |                |
| Del Vecchio 11’, 87’ Kölbl 80’ | Marcatori | 20’ Di Giacomo |

| Arbitro: | Sbardella (Roma) |

|                                                           |           |  |
| Stacchini 31’ Nicolè 35’ Sivori 42’ Cervato II 57’ (aut.) | Marcatori |  |

| Arbitro: | Angelini (Firenze) |

|                                           |           |  |
| Tortul 26’, 58’ Celio 35’ Del Vecchio 85’ | Marcatori |  |

| Arbitro: | Marchese (Napoli) |

|                                             |           |                       |
| Pascutti 36’, 60’ Bulgarelli 50’ Perani 74’ | Marcatori | 8’ (rig.) Kaloperović |

| Arbitro: | Campanati (Milano) |

|                        |           |  |
| Arienti 11’ Crippa 65’ | Marcatori |  |

| Arbitro: | Bonetto (Torino) |

|                        |           |                 |
| Hitchens 1’ Suarez 29’ | Marcatori | 70’ Del Vecchio |

| Arbitro: | Di Tonno (Lecce) |

|                 |           |             |
| Del Vecchio 45’ | Marcatori | 23’ Sormani |

| Arbitro: | Righi (Milano) |

|                 |           |  |
| Del Vecchio 15’ | Marcatori |  |

| Catania 18 febbraio 1962 26ª giornata | Catania            | 0 – 0 | Padova | Stadio Cibali\| Arbitro: \| Campanati (Milano) \| |
| Arbitro:                              | Campanati (Milano) |       |        |                                                   |

| Arbitro: | Di Tonno (Lecce) |

|           |           |  |
| Prato 45’ | Marcatori |  |

| Arbitro: | Sbardella (Roma) |

|  |           |                             |
|  | Marcatori | 15’, 80’ Rosato 35’ Ferrini |

| Arbitro: | Marchese (Napoli) |

|                                    |           |                        |
| Arienti 5’ Kölbl 77’ Barbolini 85’ | Marcatori | 11’ Massei 28’ Bagatti |

| Arbitro: | Sbardella (Roma) |

|                                       |           |  |
| Rivera 5’, 61’ Altafini 25’ Conti 73’ | Marcatori |  |

| Arbitro: | Bonetto (Torino) |

|                           |           |                |
| Milan 15’ Milani 51’, 89’ | Marcatori | 6’ Del Vecchio |

| Bergamo 1º aprile 1962 32ª giornata | Atalanta          | 0 – 0 | Padova | Stadio Comunale\| Arbitro: \| Marchese (Napoli) \| |
| Arbitro:                            | Marchese (Napoli) |       |        |                                                    |

| Arbitro: | Righi (Milano) |

|           |           |               |
| Kölbl 87’ | Marcatori | 56’ Siciliano |

| Arbitro: | Angelini (Firenze) |

|  |           |                                 |
|  | Marcatori | 60’, 78’ Jonsson 88’ Menichelli |

### Coppa Italia
| Arbitro: | Varazzani (Parma) |

|  |           |                                |
|  | Marcatori | 34’ (rig.) Carradori 62’ Turra |

## Statistiche

### Statistiche di squadra
| Competizione | Punti | In casa | In casa | In casa | In casa | In casa | In casa | In trasferta | In trasferta | In trasferta | In trasferta | In trasferta | In trasferta | Totale | Totale | Totale | Totale | Totale | Totale | DR  |
| Competizione | Punti | G       | V       | N       | P       | Gf      | Gs      | G            | V            | N            | P            | Gf           | Gs           | G      | V      | N      | P      | Gf     | Gs     | DR  |
| ------------ | ----- | ------- | ------- | ------- | ------- | ------- | ------- | ------------ | ------------ | ------------ | ------------ | ------------ | ------------ | ------ | ------ | ------ | ------ | ------ | ------ | --- |
| Serie A      | 23    | 17      | 7       | 5       | 5       | 24      | 21      | 17           | 0            | 4            | 13           | 5            | 28           | 34     | 7      | 9      | 18     | 29     | 49     | -20 |

### Statistiche dei giocatori
| Giocatore      | Serie A  | Serie A |
| Giocatore      | Presenze | Reti    |
| -------------- | -------- | ------- |
| E. Arienti     | 17       | 3       |
| G. Azzini      | 32       | 0       |
| G. Bacci       | 4        | 0       |
| G. Barbolini   | 19       | 1       |
| I. Blason      | 5        | 0       |
| R. Bon         | 9        | 1       |
| B. Bonollo     | 9        | -14     |
| G. Caleffi     | 1        | 0       |
| S. Canton      | 3        | -4      |
| C. Celio       | 22       | 1       |
| C. Cervato     | 29       | 0       |
| G. Cosma       | 3        | 0       |
| D. Crippa      | 31       | 2       |
| E. Del Vecchio | 21       | 8       |
| T. Kaloperović | 19       | 2       |
| R. Kölbl       | 24       | 8       |
| G. Lampredi    | 26       | 0       |
| A. Pin         | 22       | -31     |
| L. Piquè       | 8        | 0       |
| A. Scagnellato | 28       | 0       |
| A. Secco       | 4        | 0       |
| M. Tortul      | 28       | 3       |
| A. Valsecchi   | 10       | 0       |